# Schweinfurthia papilionacea
Schweinfurthia papilionacea är en grobladsväxtart som först beskrevs av Carl von Linné, och fick sitt nu gällande namn av Pierre Edmond Boissier. Schweinfurthia papilionacea ingår i släktet Schweinfurthia och familjen grobladsväxter. Inga underarter finns listade i Catalogue of Life.